# Eulophonotus myrmeleon
Espèce
Eulophonotus myrmeleon (foreur de tiges du cacaoyer) est une espèce d'insectes lépidoptères de la famille des Cossidae, originaire des régions tropicales d'Afrique.
Cet insecte, dont les chenilles poursuivent leur entier développement à l'intérieur des tiges, est un ravageur du cacaoyer,.

## Distribution
L'aire de répartition d'Eulophonotus myrmeleon se limite aux régions tropicales de l'Afrique.
Elle comprend notamment la Guinée, la Sierra Leone, le Ghana, le Togo, le Cameroun, le Nigeria, le Zaïre (république démocratique du Congo), Sao Tomé-et-Principe, le Mozambique, le  Zimbabwe, l'Afrique du Sud et l'île de La Réunion.

## Biologie

### Plantes hôtes
Les plantes hôtes recensées d'Eulophonotus myrmeleon appartiennent notamment aux familles des Malvaceae (dont Theobroma cacao, cacaoyer, Triplochiton scleroxylon, Cola nitida, Cola acuminata, colatier), Meliaceae (genre Trichilia sp.), Combretaceae (genre Combretum sp.), Euphorbiaceae (genre Acalypha sp.), Salicaceae (genre Populus sp., peupliers).